# Tobi Baumann

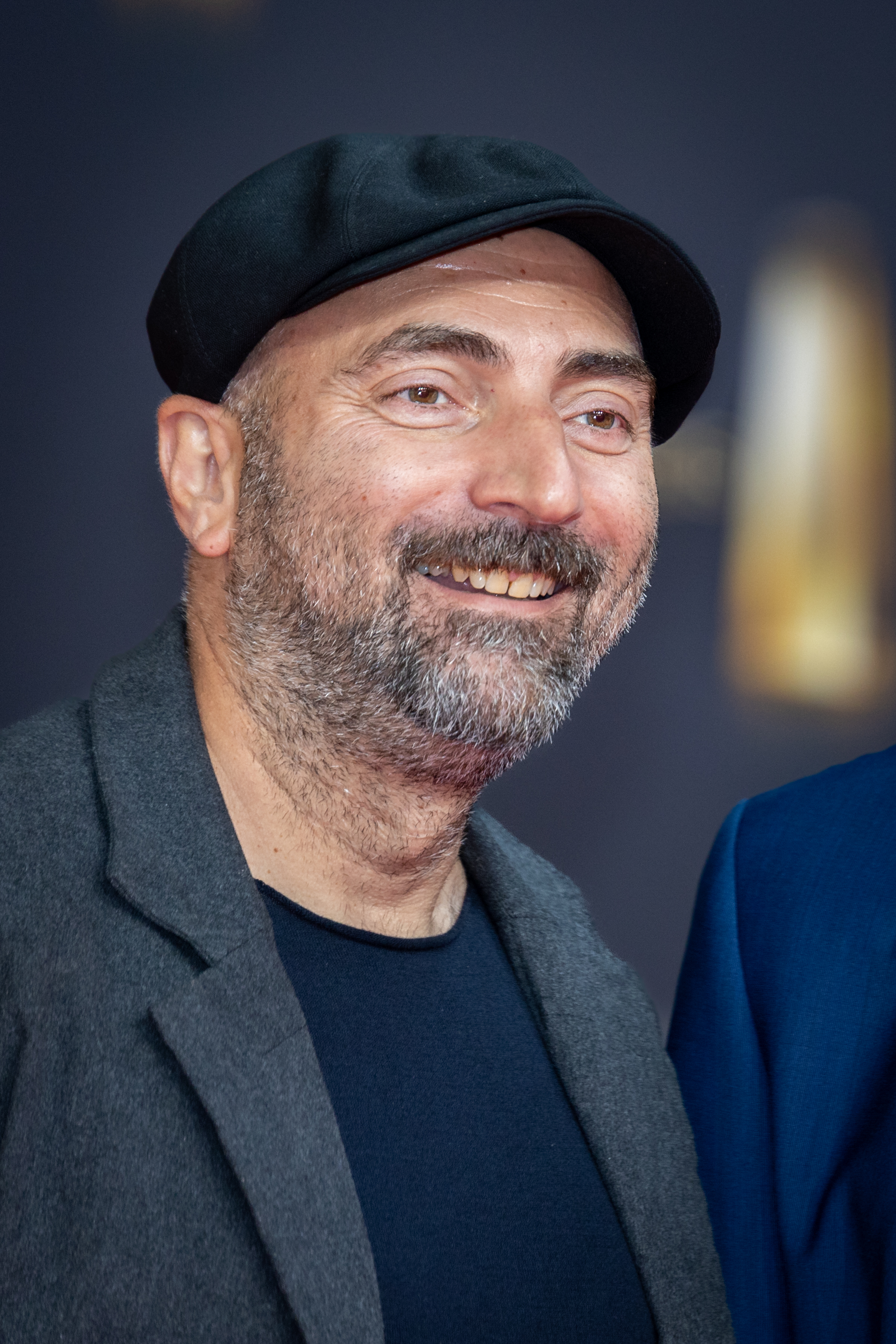
Tobi Baumann (2022)

Tobias „Tobi“ Baumann (* 22. Mai 1974 in Koblenz) ist ein deutscher Regisseur.

## Karriere
Baumann führte ab 2002 Regie in diversen Sketchen von Anke Engelkes Ladykracher, ebenso 2003 bei der Fernsehserie Ohne Worte und 2005 und 2006 in weiteren Fernsehserien, wie LiebesLeben, Kinder, Kinder oder Die Abstauber – Herrenjahre sind keine Lehrjahre. 2006 arbeitete er in der Serie Ladyland wieder mit Anke Engelke zusammen. 2004 drehte Tobi Baumann seinen ersten Kinofilm Der WiXXer, unter anderem mit Bastian Pastewka, Oliver Kalkofe, Anke Engelke und Olli Dittrich. Baumanns zweiter Film Vollidiot mit Oliver Pocher in der Hauptrolle lief 2007 in den Kinos an.
Für das Watchblog Bildblog drehte Baumann zusammen mit Anke Engelke und Christoph Maria Herbst einen Werbespot, der am 23. August 2007 erstmals ausgestrahlt wurde.
Außerdem führte er in dem 2008 erstmals ausgestrahltem TV-Film Zwei Weihnachtsmänner Regie.
Für den Eurovision Song Contest 2011 produzierte er die Trailer mit der Ankündigung der einzelnen Künstler.
Von 2012 bis 2013 führte Baumann Regie in Add a Friend, der ersten eigenproduzierte Serie eines deutschen Pay-TV-Senders. Die Serie erhielt 2013 einen Grimme-Preis in der Kategorie Fiktion Spezial.

## Filmografie

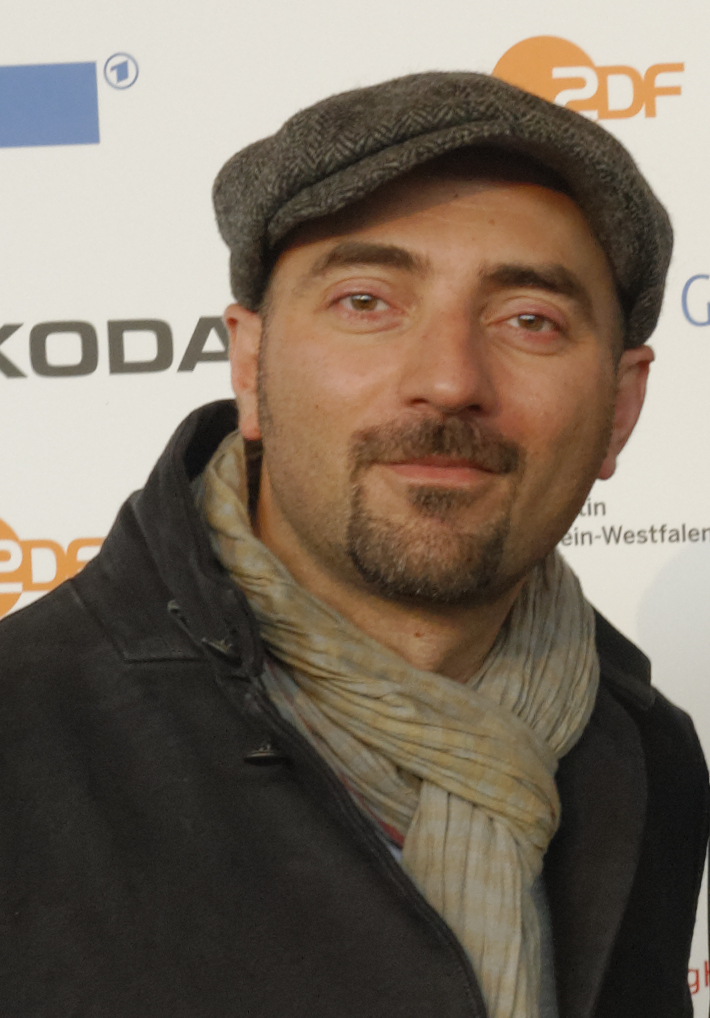
Tobi Baumann (2013)

- Tobi Baumann (2013)2002–2010: Ladykracher (Fernsehserie)
- 2003: Ohne Worte (Fernsehserie)
- 2004: Der WiXXer
- 2005: Die Abstauber – Herrenjahre sind keine Lehrjahre (Fernsehserie)
- 2005–2007: LiebesLeben (Fernsehserie)
- 2006–2007: Ladyland (Fernsehserie)
- 2007: Kinder, Kinder (Fernsehserie)
- 2007: Vollidiot
- 2007, 2009: Fröhliche Weihnachten! – mit Wolfgang & Anneliese
- 2008: Zwei Weihnachtsmänner (Fernsehfilm)
- 2011: Visus – Expedition Arche Noah
- 2012: Pastewka (Fernsehserie)
- 2012–2013: Add a Friend (Fernsehserie)
- 2013: Die Insider (Fernsehserie)
- 2015: Gespensterjäger – Auf eisiger Spur
- 2016: Neid ist auch keine Lösung (Fernsehfilm)
- 2019: Sketch History
- 2020: ÜberWeihnachten (Miniserie)
- 2021: Nestwochen (Fernsehfilm)
- 2021: Faking Hitler (Miniserie)
- 2023: 791 km